# الفرقة الخامسة (العراق)

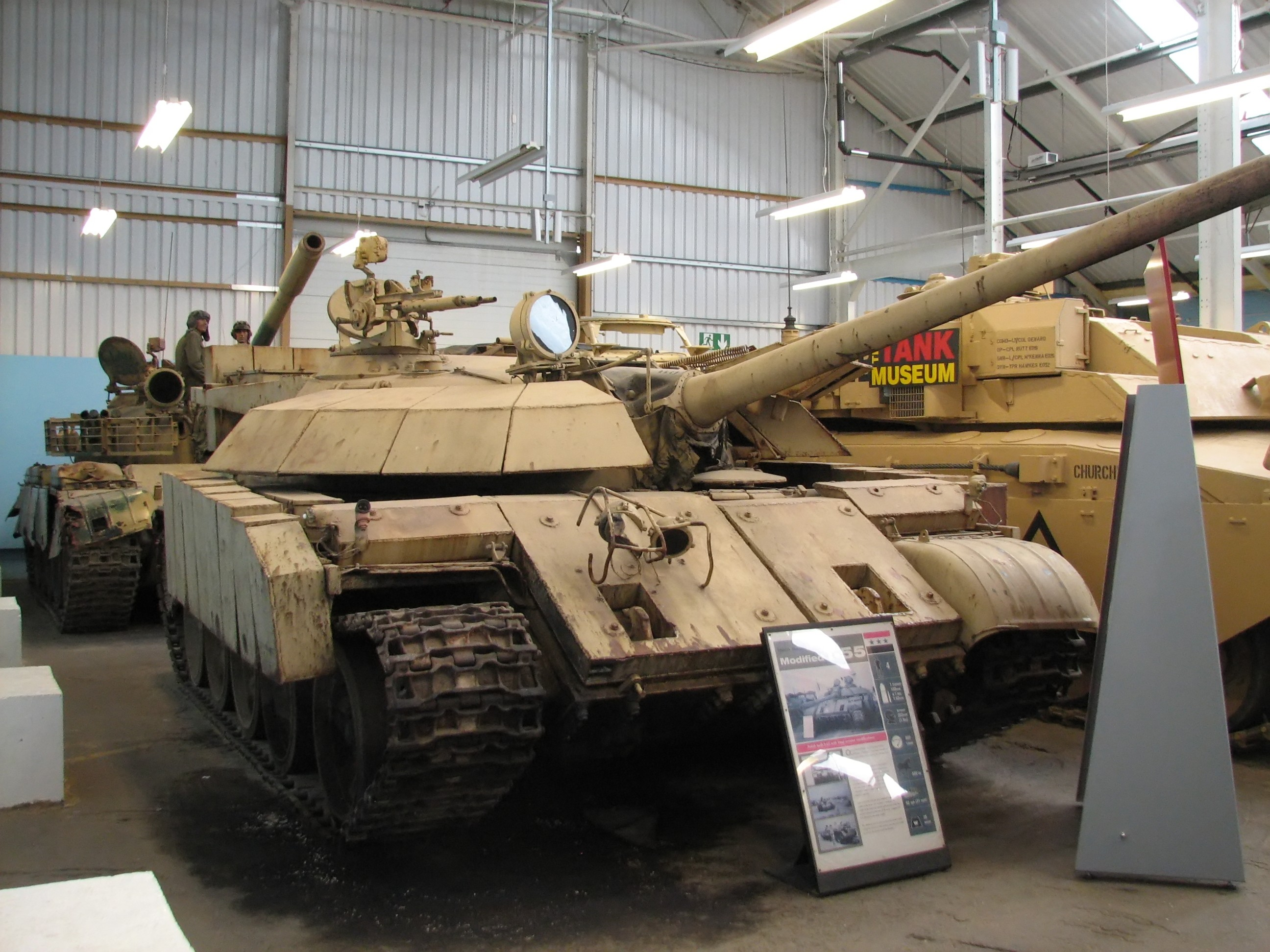
دبابة T-55 معدلة تابعة للفرقة الميكانيكية الخامسة والتي شاركت في معركة الخفجي

الفرقة الخامسة (الفرقة الحديدية) هي تشكيل عسكري للجيش العراقي. تنتشر الفرقة حاليًا في شرق العراق - محافظة ديالى بشكل رئيسي. صبحت قوات الأمن العراقية تعتمد بشكل متزايد على وحدات الميليشيات غير الحكومية - قوات الحشد الشعبي بعد الخسائر التي تكبدها الجيش العراقي خلال القتال في حملة داعش في شمال العراق. وأفادت رويترز أن الفرقة الخامسة كانت تابعة لسلسلة قيادة قوات الحشد الشعبي، بدلاً من التسلسل الهرمي العسكري الرسمي اعتبارًا من أكتوبر 2015.

## تاريخ

### العراق إبان حكم حزب البعث
تشكلت في الأصل عام 1959 كفرقة ميكانيكية، وكانت جزءًا من الفيلق الثالث (العراق) عام 1978، ومقرها البصرة وتضم اللواء الميكانيكي الخامس عشر (البصرة) والتاسع عشر (سيباى) والعشرون، وفقًا لتقارير الملحقين العسكريين البريطانيين. قاتلت لاحقًا في الحرب العراقية الإيرانية، وفي حرب الخليج الفارسية (بما في ذلك معركة الخفجي). أعيد تدريب كل من الفرقة المدرعة الثالثة والفرقة الميكانيكية الخامسة، قوة الهجوم لمعركة الخفجي، في عامي 1986 و1987 وشاركت في العديد من هجمات عام 1988. صُدَّت ثلاث من أربع فرق عمل بحجم كتيبة من الفرقة الآلية الخامسة من قبل قوات التغطية البحرية الأمريكية في ليلة 29-30 يناير 1991، لكن الرابعة تحركت إلى الخفجي ودُمرت هناك لاحقًا. عندما عبرت الفرقة الحدود للهجوم الرئيسي في 30 يناير 1991، حوصر اللواء المدرع السادس والعشرون في حقل ألغام وتعرض لكمية كبيرة من الأضرار التي لحقت به. ألغى قائد الفيلق الثالث، اللواء صلاح عبود محمود، الهجوم لأنه اعتقد أنه من المستحيل تنفيذ الخطة الكاملة.
ورد أن صدام حسين ألغى جميع المناصب القيادية على مستوى الفيلق في عام 1993 في أعقاب محاولة انقلاب، وكانت الفرقة الخامسة، التي ورد أنها كانت في الموصل آنذاك، واحدة من الفرق الست الوحيدة التي احتفظت بمنصب قيادي. ورد أنها جزء من الفيلق الأول، ومقرها في منطقة شوان تحت قيادة اللواء الركن سعدون محمود سعدون وفي سبتمبر 1997. وكانت تضم الألوية الميكانيكية 15 و20 و26 في ذلك الوقت. ثم تفككت أثناء غزو العراق عام 2003.

### العراق ما بعد 2003
كانت مقرات لواء الفرقة الخامسة وكتائبها مكونات للجيش العراقي الجديد الأصلي المكون من ثلاث فرق.
أفادت لجنة القوات المسلحة بمجلس النواب الأمريكي بأن: "...أفادت وسائل الإعلام بأن قائد الفرقة الخامسة في الجيش العراقي، العميد شاكر الكعبي، يُشتبه في تعاونه مع جيش المهدي في اعتقال السنة، وارتباطه بفرق الموت الشيعية. وقد أعرب ضباط أمريكيون عن قلقهم البالغ إزاء الجنرال الكعبي، وأحبطوا محاولاتهم لإقالته."
اُعتُمِدَت الفرقة وتولَّت مسؤولية ساحة المعركة في محافظة ديالى في 3 يوليو 2006. ومنذ إعادة تنشيط الفرقة شاركت عناصرها في عملية فانتوم ثندر ومعركة بعقوبة في عام 2007.
كانت الوحدة الرئيسية للجيش العراقي في محافظة ديالى عاجزة تنظيميًا عن تنفيذ عمليات مكافحة التمرد في نوفمبر/تشرين الثاني 2007. وكانت الفرقة الخامسة العراقية في حالة من الفوضى التامة عقب إقالة قائدها العام، الذي أعفاه وزير الدفاع أخيرًا لاستخدامه تشكيلاته في فرق الموت الطائفية والمشاريع الإجرامية الشبيهة بالمافيا. وكانت وحدات الفرقة الخامسة غير فعالة قتاليًا بشكل أساسي، حيث اقتصرت مهامها على تنفيذ عمليات نقاط تفتيش في 236 موقعًا ثابتًا في جميع أنحاء الإقليم.
تنتشر اليوم في منطقة ديالى الصعبة، وهي المنطقة الواقعة بين بغداد والحدود الإيرانية العراقية. وتشهد مناطق ديالى وصلاح الدين وكركوك وجنوب شرق بغداد العديد من العمليات للقوات المسلحة العراقية وقوات التحالف.
أُبلِغَ عن تصرفات القسم اعتبارًا من فبراير 2010 على النحو التالي:
- كتيبة القوات الخاصة – الجليبية
- اللواء الآلي الثامن عشر (AAslt) - منطقة عمليات بلدروز
- اللواء التاسع عشر الآلي (أسود الصحراء) (كتيبة القوات الخاصة في بعقوبة)
- اللواء الآلي العشرون – عناصر المقدادية
- اللواء 21 آلي – كتائب في ديالى وسمود وتموز
- الفوج الخامس للمهندسين الميدانيين – الجليبية
- الفوج الخامس للنقل والتجهيز - كركوش

كانت قاعدة كركوش للتدريب العسكري (KMTB) واحدة من المنشآت الأولى التي اُنشِئَت للجيش العراقي الجديد في يناير 2004.

## ملحوظات
1. ↑  Parker، Ned (21 أكتوبر 2015). "Power failure in Iraq as militias outgun state". Reuters. مؤرشف من الأصل في 2023-04-10.
2. ↑  ذا تايمز, see History of the Iraqi Army for exact date.
3. ↑  Report on the Iraqi Army (Including the People's Army) July 77 - July 78, Annex B to DA/7/3 dated 31 October 1978, page B17 of 25, on file at الأرشيف الوطني البريطاني, Kew, FCO8/3108.
4. ↑  Pollack, Arabs at War: Military Effectiveness, 1948–1991, 2002, p.243–44
5. ↑  Jane's Pointer, 1993
6. ↑  Sean Boyle, 'Qusay considers a reshuffle for Iraq's command structure,' Jane's Intelligence Review, September 1997, p.417
7. ↑  “Sectarian Rifts Foretell Pitfalls,” The New York Times (12 Nov 2006), p. 1, via HASC.
8. ↑  "The Advisor, MNSTC-I Newsletter, July 8, 2006" (PDF). مؤرشف من الأصل (PDF) في 2006-11-12.
9. ↑  PKSOI/CNA, IMPLEMENTING SECURITY SECTOR REFORM: SECURITY SECTOR REFORM WORKSHOP, INTERIM REPORT, 4 DECEMBER 2008
10. ↑  DJ Elliott, Iraqi Security Force Order of Battle – Page 4 Iraqi Army Central Forces, Montrose Toast, 28 February 2010
11. ↑  "Kirkush Military Training Base". Globalsecurity.org. مؤرشف من الأصل في 2024-12-12.

- بوابة العراق

1. ↑  Cassman، Daniel. "Islamic Army in Iraq | Mapping Militant Organizations". www.stanford.edu. اطلع عليه بتاريخ 2016-12-01.
2. ↑  "The Tribal Component of Iraq's Sunni Rebellion: The General Military Council for Iraqi Revolutionaries - Jamestown". Jamestown (بالإنجليزية الأمريكية). Retrieved 2016-12-01.
3. ↑  "Izzat Ibrahim al-Douri: the King of Clubs is back, and he may yet prove to be Saddam Hussein's trump card". Telegraph.co.uk. اطلع عليه بتاريخ 2016-12-01.